# Sông Luhan
Luhan (tiếng Ukraina: Лугань, đã Latinh hoá: Luhan) hoặc Lugan (tiếng Nga: Лугань, đã Latinh hoá: Lugan); là một sông tại Ukraina, là một phụ lưu hữu ngạn của sông Seversky Donets, thuộc lưu vực sông Don. Sông dài 198 kilômét (123 mi), và có diện tích lưu vực 3.740 kilômét vuông (1.440 dặm vuông Anh).

## Địa lý
Sông Luhan bắt nguồn từ thành phố Horlivka, tại bờ kè đường sắt trong khu vực ga Bairak, và chảy qua các tỉnh Donetsk và Luhansk (miền đông Ukraina). Lưu lượng nước trung bình là 14 m³/s. Có hai hồ chứa ở thượng nguồn - Buhlerivske (Bodbud) và Myronivske. Sông chảy trong dãy núi Donetsk chủ yếu theo hướng đông bắc, tại hạ du sông chảy theo hướng đông. Tên sông được đặt cho thành phố Luhansk, là nơi sông Ol'khovka đổ vào sông Luhan. Sông Luhan đổ vào sông Seversky Donets ở phía đông thành phố Luhansk , gần Stanytsia Luhanska.

## Từ nguyên
Theo từ nguyên dân gian, sông Luhan được đặt tên như vậy vì từng có những đồng cỏ lớn ở vùng bãi bồi của nó.

## Khu định cư
- Thành phố: Pervomays'k, Holubivka, Zymohir'ya, Oleksandrivs'k, Luhans'k (trong tỉnh Luhansk).
- Khu định cư và làng: Kalinins'kyi, Bayrak, Novoluhans'ke, Svitlodars'k, Luhans'ke, Myronivsʹkyy, Troyits'ke, Kalynove, Berezivs'ke, Holubivs'ke, Donets'kyi, Sentyanivka, Khoroshe, Sabivka, Teplychne, Petroven'ky.

## Phụ lưu
- Tả ngạn: Kartomysha, Komyshuvakha (cửa sông giữa làng Holubivsʹke và Berezivs'ke), Horikhova, Balka Rozsokhuvata, Balka Sukha.
- Hữu ngạn: Hurty, Karapul'ka, Skel'ovata, Sanzharivka, Lomuvatka, Balka Kalynivs'ka, Komyshuvakha (cửa ở làng Petroven'ky), Balka Sal'matrova, Lozova, Bila, Vil'khivka

## Lịch sử
Thành phố Luhansk được đặt theo tên của sông. Trên sông, tại nơi tuyến buôn Chumak từ Bakhmut vượt qua sông, người Cossack Zaporizhzhia thành lập làng Kamenny Brod vào cuối thế kỷ 16, nơi những người du mục Cossack sinh sống. Năm 1795, theo sắc lệnh của Nữ hoàng Nga Yekaterina II, gần ngôi làng này, nhà công nghiệp người Anh Charles Gascoigne đã thành lập xưởng đúc Lugansk, nơi này thực sự tạo cơ sở cho sự phát triển của thành phố Luhansk.
Con sông chảy qua quận lâu đời nhất của thành phố Luhansk - Kamyanyi Brid. Năm 1985, lũ từ sông tràn vào vùng bãi bồi và khu vực xung quanh, chia cắt cư dân của quận Kamianobridskyi với phần còn lại của thành phố.